# Jerzy Kowalczuk
Jerzy Michał Kowalczuk (ur. 23 września 1926 w Kulikowie, zm. 30 sierpnia 2019 w Krakowie) – profesor nauk przyrodniczych specjalizujący się w geofizyce, pracownik naukowy Akademii Górniczo-Hutniczej im. Stanisława Staszica w Krakowie. Wnuk architekta Michała Kowalczuka.

## Życiorys
Syn Edwarda i Jadwigi. Profesor zwyczajny Akademii Górniczo-Hutniczej w Krakowie ze specjalizacją w dziedzinie geofizyki stosowanej (sejsmiczne metody prospekcyjne, kompleksowa interpretacja danych geofizycznych) oraz geofizyki ogólnej (geomagnetyzm i sejsmologia). Jest autorem opracowań z zakresu historii geofizyki polskiej oraz historii szkolnictwa, oświaty i wychowania na Ziemiach Odłączonych II RP – Kresach Południowo-Wschodnich.
Naukę w szkole powszechnej odbył w Żółkwi, następnie kształcił się w XI Państwowym Liceum i Gimnazjum im. Jana i Andrzeja Śniadeckich we Lwowie, co w 1939 przerwał wybuch II wojny światowej. Egzamin dojrzałości zdał w 1946 na tajnych kursach prowadzonych we Lwowie w Gimnazjum Zgromadzenia Zakonnego Sacré Coeur. W okresie okupacji sowieckiej i niemieckiej we Lwowie(1939-46) brał udział w działalności konspiracyjnej jako żołnierz NOW-AK, będąc drukarzem pracy podziemnej („Słowo Polskie”). Studia wyższe odbył w AGH w Krakowie na Wydziale Geologiczno-Mierniczym; uzyskał tytuł mgr inż. w 1951, doktora nauk technicznych w 1964, doktora habilitowanego w 1967, prof. nadzwyczajnego w 1973, prof. zwyczajnego w 1978.
W macierzystej uczelni pełnił funkcje m.in. kierownika zakładów naukowych, wicedyrektora Instytutu Geofizyki, prodziekana Wydziału Geologiczno-Poszukiwawczego. Promotor 14 przewodów doktorskich. Przewodniczący Komisji Nauk Geologicznych PAN, członek Komitetu Geofizyki PAN i Rady Naukowej Instytutu Geofizyki PAN. Członek zagranicznych i krajowych stowarzyszeń geofizycznych m.in.: Society of Exploration Geophysicists USA, European Association Explorations Geophysicists Haga.
Członek Światowego Związku Żołnierzy Armii Krajowej – Środowiska Obszaru Lwowskiego w Krakowie; wiceprzewodniczący Stowarzyszenia Wspólnota Polska, Oddział w Krakowie; prezes honorowy Towarzystwa Miłośników Lwowa i Kresów Południowo-Wschodnich, Oddział w Krakowie; członek Zarządu Oddziału Stowarzyszenia Inżynierów i Techników Przemysłu Naftowego i Gazowniczego w Krakowie oraz Polskiego Towarzystwa Geologicznego. Odznaczony m.in. Medalem Wojska Polskiego, Krzyżem Armii Krajowej, medalem National Society of Sons American Revolution, Krzyżem Obrony Lwowa, odznakami: Akcja „Burza”, Żołnierz Kresowy AK, Weteran Walk o Niepodległość.
Uczestnik wyprawy na Spitsbergen w ramach Międzynarodowego Roku Geofizycznego 1957/58, gdzie wraz z grupą naukowców budował pierwszą polską stację badawczą (obecnie: Polska Stacja Badawcza Horsund) oraz prowadził badania z zakresu geomagnetyzmu.
Autor przeszło stu publikacji naukowych, 25 książek i podręczników akademickich. Autor wielu opracowań (ponad 30 publikacji) poświęconych szkolnictwu, oświacie i wychowaniu we Lwowie. Pochowany został na Smentarzu Rakowickim.

## Odznaczenia
- Krzyż Orderu Krzyża Niepodległości (2015)[7]